# Oliver Strohmaier
Oliver Strohmaier (* 2. Jänner 1968 in Eisenerz, Steiermark) ist ein ehemaliger österreichischer Skispringer.

## Werdegang
Strohmaier, der in Riezlern, im Kleinwalsertal als Sohn des späteren Landtagsabgeordneten und Bürgermeisters Werner Strohmaier aufwuchs, begann früh in der Kindheit mit dem Skisport. Trotz eines Verbotes seines Vaters zog es ihn bereits in jungen Jahren auf die Skisprungschanze. Beim SC Kleinwalsertal begann er wenig später unter Willy Schuster mit dem ausgiebigen Training.
Über verschiedene Nachwuchskader kam er zum Jahreswechsel 1985/86 in den Nationalkader und gab am 6. Januar 1986 in Bischofshofen sein Debüt im Skisprung-Weltcup. Beim Auftaktspringen zur Vierschanzentournee 1986/87 in Oberstdorf überraschte er als Achter auf der Schattenbergschanze. Nach weiteren guten Platzierungen beendete er die Tournee auf dem 20. Gesamtrang. Mit einem vierten Platz in Sapporo erreichte er die Qualifikation für die Nordischen Skiweltmeisterschaften 1987 in Oberstdorf, wo er Platz 21 erreichte. Für das Teamspringen wurde er vom Trainer nicht aufgestellt. Zum Saisonende verpasste er mit dem vierten Rang in Lahti erneut nur knapp sein erstes Podium.
Gegen Ende Saison 1987/88 gelang ihm mit Rang 11 in Lahti wieder ein Top-Resultat. Noch besser verlief es für Strohmaier im Norwegischen Meldal, wo er mit Rang zwei sein bestes Einzelresultat der Karriere erreichte. Für die Olympischen Winterspiele 1988 wurde er aber nicht nominiert.
Nachdem Strohmaier im folgenden Jahr für den Weltcup-Kader ein weiteres Mal nicht berücksichtigt worden war, wollte er die Nationalität wechseln, um wieder im Weltcup antreten zu können. Da ihm aber eine längere Sperre drohte, beendete er 1993 seine aktive Skisprungkarriere.

### Erfolge
- Österreichischer Meister und 3-facher Vizemeister
- 1. Platz im Mannschaftsspringen bei der Universiade in Zakopane 1993
- 1. und 2. Platz in der Gesamtwertung des Alpencups
- 3. Platz in der Europacup-Gesamtwertung
- 1. Platz im Europacup-Springen in Ruhpolding
- 2. Platz im Europacup-Springen in Sarajevo

## Statistik

### Weltcup-Platzierungen
| Saison  | Platz | Punkte |
| ------- | ----- | ------ |
| 1986/87 | 21.   | 32     |
| 1987/88 | 35.   | 25     |